# José Rodrigues Vale
Pour les articles homonymes, voir José Rodrigues (homonymie), Rodrigues (homonymie) et Vale.
José Rodrigues Vale est un poète portugais, plus connu sous le nom de João Verde, né le 2 novembre 1866 à Monção et mort le 7 février 1934.

## Œuvres
Admirateur des œuvres de Rosalía de Castro, Curros Enríquez et Lamas Carvajal, il est l'auteur de plusieurs poèmes en galicien et en portugais.